# 終身雇用 (日本)
終身雇用，是日本泡沫经济爆破前，企業正式員工享有終身受雇待遇的制度。

## 歷史
終身雇用制度起源自江戶時代的丁稚奉公制度，員工從年幼入一商鋪當學徒；松下幸之助、本田宗一郎等企業家都是學徒出身。現在終身雇用的原型出現於大正末期至昭和初期，當時技術工人轉職率極高；為了維持企業穩定，因此引入終身雇用制，並和年功序列及其他福利一起使用。員工只要不犯大過失，就可受雇用至退休，它給日本工人帶來了重要的工作保障感，反過來又引起員工對公司的高度忠誠。對少數可用工程師的高需求迫使公司將這些員工綁定到公司。
1958年J.C.Abegglen在日本經營一書中提出英語：一詞，即終身僱用制度，其中定義員工自學校畢業後進入公司任職，直到退休為止，期間公司不會以沒有效率或不適任等理由解雇員工，但相對的員工即使薪資再低也不會轉職到薪資更高的公司職位。

## 影響
終身雇用制度是日本經濟高度成長的原因之一，但在泡沬經濟爆破後逐漸被放棄。2001年小泉純一郎出任首相後實施新自由主義經濟政策，終身就業得以減少。由於2007－2010年日本經濟長期衰退和金融危機，許多公司已經停止了終身雇用制度，改為使用人力派遣。